# ليف عصبي
الليف العصبي (بالإنجليزية: Nerve fiber)‏ هو امتداد خيطي من الخلايا العصبية ويتكون من محور عصبي و غمد المايلين ( إن وجدت) في الجهازالعصبي. هناك الألياف العصبية في الجهاز العصبي المركزي والجهاز العصبي المحيطي .الليف العصبي قد يكون مياليني و / أو لامياليني. في الجهاز العصبي المركزي (CNS) ويتم إنتاج المايلين من الخلايا دبق قليل التغصن. خلايا شوان تشكل الميلين في الجهاز العصبي المحيطي (PNS) . خلايا شوان يمكن أيضا ان تجعل غطاء رقيق للمحور العصبي لا يتكون من المايلين ( في الجهاز العصبي المحيطي). الليف العصبي الطرفي يتكون من محور عصبي، غمد المايلين، وخلايا شوان وغمد الليف العصبي عليه. لا توجد خلايا شوان، وغمد الليف العصبي في الجهاز العصبي المركزي.

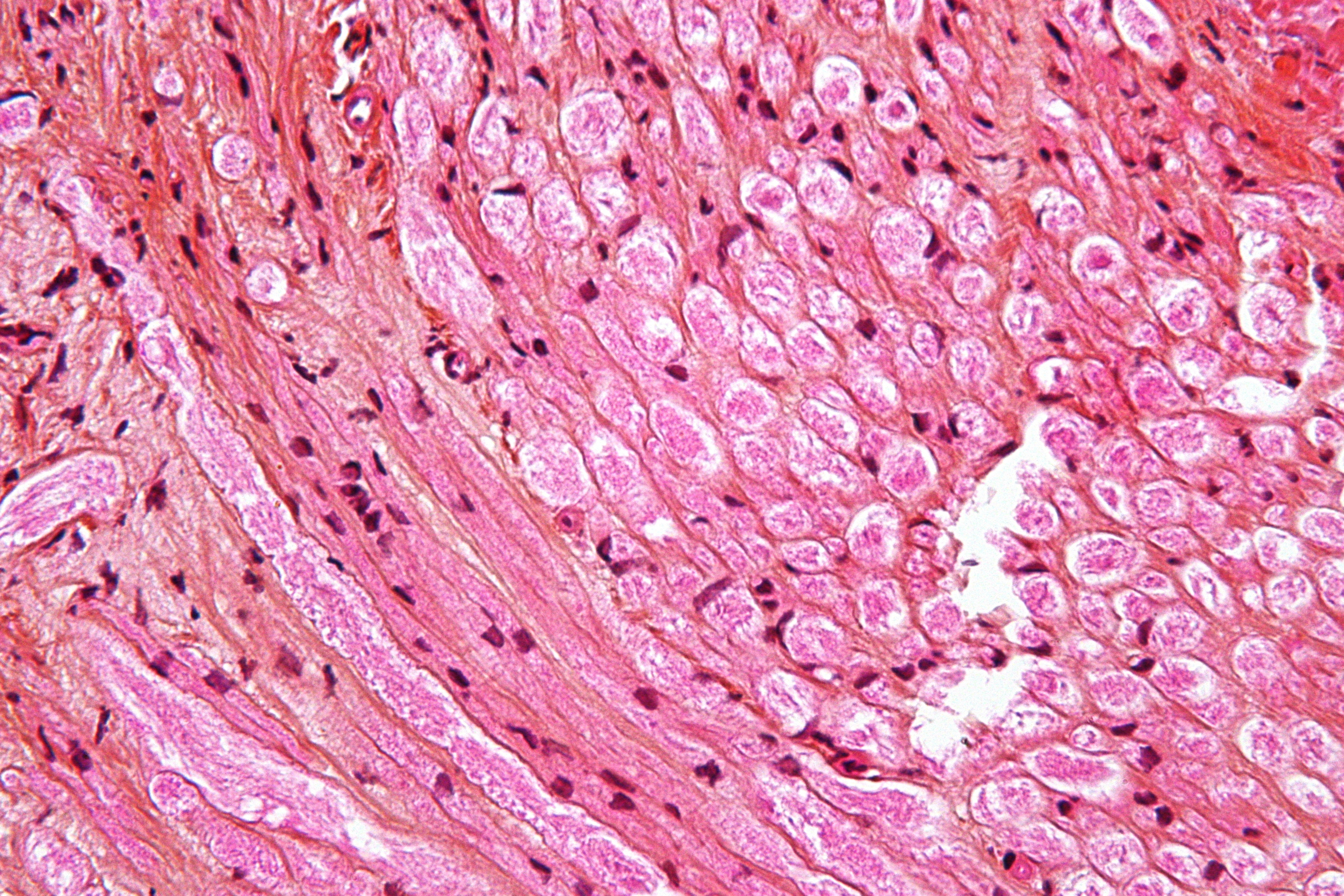
جذع العصب -
صورة مجهرية تظهر الألياف العصبية في جذر العصب.

## الألياف العصبية المركزية
في الجهاز العصبي المركزي، الألياف العصبية تختلف في المصطلحات من حيث الحجم وسرعة التوصيل، ووجود أو عدم وجود المايلين .على سبيل المثال، الألياف العصبية الشمّية هي قصيرة وبدون المايلين، والألياف العصبية البصرية بها ميالين (تعتبر الأعصاب الشمية والبصرية كأجزاء للجهاز العصبي المركزي، في حين الأعصاب القحفية الأخرى هي أحد مكونات الجهاز العصبي المحيطي) حزمة من الألياف العصبية الناجمة تشكل سبيل في الجهاز العصبي المركزي .السبيل الهرمي، والسبيل خارج الهرمي لديها ألياف عصبية طويلة، تنزل من الدماغ الي الحبل الشوكي. هذه الألياف لها دور كبير في التحكم الحركي، وتعرف أيضا بالسبيل التنازلي. هناك حزم أخرى من الألياف العصبية في الجهاز العصبي المركزي تعرف بالسبيل التصاعدي. تحمل هذه المعلومات الحسية من المحيط إلى مناطق مختلفة من الدماغ (القشرة المخية مثل المخيخ، و جذع الدماغ)

## الألياف العصبية التنازلية (الخلايا العصبية الحركية العليا)

### الجهازالهرمي
- السبيل القشري النخاعي (السبيل الهرمي)
- السبيل القشري البصلي

### السبيل خارج الهرمي
- السبيل الدهليزي النخاعي
- السبيل الشبكي النخاعي
- السبيل السقفي النخاعي
- السبيل الحمراوي النخاعي
- السبيل الزيتوني النخاعي

### الألياف التنازلية اللإرادية
- الألياف Hypothalamobulbar
- الألياف Hypothalamospinal

### الألياف العصبية التصاعدية
- السبيل النخاعي المهادي

السبيل النخاعي المهادي الأمامي
السبيل النخاعي المهادي الوحشي
- حزمة اسفينية
- حزمة رشيقة
- السبيل النخاعي الشبكي
- السبيل النخاعي السقفي
- السبيل النخاعي المخيخي
- السبيل النخاعي المخيخي الخلفي
- السبيل النخاعي المخيخي الأمامي
- السبيل المخيخي الإسفيني (Cuneocerebellar)
- السبيل النخاعي المخيخي المنقاري
- السبيل النخاعي العنقي (Spinocervical)

## أنواع الألياف العصبية الطرفية
العصب قد يكون حسي، حركي أو الحسي والحركي ( المختلط). هناك ثلاثة أنواع من الألياف العصبية في العصب مختلط يشمل ذلك:
الألياف العصبية الحسية (الألياف الواردة)
الألياف العصبية الحركية (الألياف الصادرة)
الألياف العصبية اللإرادية (الألياف اللإرادية)

## مكونات الألياف العصبية الطرفية
كل الألياف العصبية الطرفية تحتوي على:
- محور عصبي (أو التغصنات من الألياف الطويلة الحسية التي تعرف أيضا بالمحور عصبي)
- غمد المحوار
- غمد المايلين (وليس دائما)
- غمد شوان (غمد الليف العصبي)
- غلاف الليف العصبي

## تصنيف الألياف العصبية الطرفيه
هناك ثلاثة أنواع من الألياف العصبية الطرفية على أساس قطرها :
- مجموعة A
- مجموعة B
- مجموعة C

### المجموعه A
الألياف من مجموعة A ، ولديها أوسع قطر، تكون ميالينيه، ولديها سرعة التوصيل الاعلى لجميع الأعصاب في الجسم.
وتتألف المجموعه A من أربعة أنواع من الألياف العصبية :
- الألياف ألفاA (ألياف واردة أو صادرة )
- ألياف بيتاA (الألياف واردة أو صادرة )
- ألياف جاماA ( ألياف صادرة )
- الألياف الدلتاA (الألياف وارد )

### المجموعهB
الألياف العصبية في هذه المجموعة تكون ميالينيه، لديها قطر صغير . عموما، فهي الألياف قبل العقدة من الجهاز العصبي اللاإرادي ولديها توصيل منخفض السرعة.

### المجموعهC
الألياف المجموعة C لا ميالينيه وألياف المجموعهB يكون قطرها صغير وانخفاض سرعة التوصيل . وتشمل هذه الألياف:
1. ألياف تالية للعقد في الجهاز العصبي اللاإرادي (ANS )
2. الألياف العصبية في الجذور الظهرية ( الألياف IV) . هذه الألياف تحمل المعلومات الحسية التاليه:

- حس الألم (الألم)
- درجة الحرارة
- اللمس
- الضغط
- الحكة

## الألياف الحركية من المجموعة A

### الألياف ألفا A
الخصائص :
- ارتفاع سرعة التوصيل
- بواسطة الخلايا العصبية الحركية ألفا لتقلص العضلات ،الخلايا العصبية الحركية ألفا التي تغذي ألياف العضلات خارج المغزلية (الألياف البطيئة والسريعة )

### الألياف بيتا A
الخصائص :
- بواسطة الخلايا العصبية الحركية بيتا لانقباض ألياف مغزل العضلات
- الخلايا العصبية الحركية بيتا

ألياف عصب العضلات داخل المغزلية من مغزل العضلات (الكيس النووي وألياف السلسلة النووية )، وجانبيه، إلى الألياف العضلية خارج المغزليه.

### الألياف جاما A
الخصائص:
- الخلايا العصبية الحركية جاما لانقباض ألياف مغزل العضلات .
- الخلايا العصبية الحركية جاما التي تغذي ألياف العضلات داخل المغزلية من مغزل العضلات (الكيس النووي وألياف السلسلة النووية ) .

## الألياف الحسية من المجموعة A

### الألياف ألفا A (ألياف Ia أو ألياف Ib )
الخصائص :
- ارتفاع سرعة التوصيل
- ترتبط الألياف Ia للنهايات الأساسية المغزل للعضله (حس العضلات)
- ترتبط الألياف Ib لأجهزة وتر جولجي (حس العضلات)

### ألياف بيتا A (الألياف II )
الألياف II تحمل المعلومات الحسية المتعلقة بنهايات المغزل للعضلات الثانوية، اللمس، وحاسة إدراك الحركة .

### ألياف دلتا A (الألياف III )
الألياف III تحمل المعلومات الحسية المتعلقة الألم ودرجة الحرارة الباردة.

## تجديد الألياف العصبية الطرفية
الأعصاب يمكن أن تتلف بسهولة في ذلك الحدث الرضحي، بسبب المواقف الضعيفة أحيانا في الجسم . ومع ذلك، في حالة تلف العصب، فإنه يكون لديه القدرة على التجدد إذا تبقي كلا من سوما وجزء صغير من غمد الليف العصبي.
يبدأ العصب العملية من خلال تدمير العصب القاصي إلى موقع الإصابة مما يسمح لل خلايا شوان، الصفيحة القاعدية، وغمد الليف العصبي بالقرب من الإصابة للبدء في إنتاج أنبوب تجديد . ويتم إنتاج عوامل نمو الأعصاب مما يتسبب في العديد من براعم العصبية إلى برعم . عندما يجد واحد من عمليات النمو أنبوب التجديد، فإنه يبدأ في النمو بسرعة نحو وجهتها الأصلية موجهه طوال الوقت عن طريق أنبوب التجديد .
تجديد العصب بطيء جدا ويمكن أن يصل إلى عدة أشهر للاكتمال. في حين أن هذا العملية لإصلاح بعض الأعصاب، سوف يكون هناك بعض العجز الوظيفي مايزال موجود نتيجة لإصلاحات ليست مثالية .

## هوامش
1. ↑  
  - بالإنجليزية الأمريكية: nerve fiber
  - بالإنجليزية البريطانية: nerve fibre